# Kirsten Dunst
Kirsten Caroline Dunst (ur. 30 kwietnia 1982 w Point Pleasant) – amerykańska aktorka filmowa. Laureatka nagrody dla najlepszej aktorki na 64. MFF w Cannes za rolę w filmie Larsa von Triera Melancholia (2011).

## Życiorys
Córka Niemca Klausa Dunsta i Inez Rupprecht, pochodzenia niemiecko-szwedzkiego. W momencie rozpoczęcia kariery filmowej miała 11 lat, wcześniej grywała w telewizyjnych reklamówkach.
Zagrała w 1994 z Bradem Pittem w filmie Wywiad z wampirem (jako Claudia). Dzięki tej roli została nominowana do nagrody Złotego Globu. W 1995 znalazła się na liście najpiękniejszych ludzi świata opublikowanej przez magazyn „People”. Aktorka działa w organizacjach charytatywnych (np. Pediatric AIDS Fundation). Zasiadała w jury konkursu głównego na 69. MFF w Cannes (2016).
Jest w związku z Jesse Plemonsem. Mają syna – Ennisa Howarda (ur. 3 maja 2018).
W grudniu 2020 poinformowano, że pojawi się jako Mary Jane Watson, w Spider-Man: Bez drogi do domu. Rolę tę grała już w trylogii Spider-Mana w reżyserii Sama Raimiego.

## Nagrody
- 2011: Nagroda na MFF w Cannes Najlepsza aktorka Melancholia –  duńsko-szwedzko-francusko-niemiecki film psychologiczny z elementami kina fantastycznonaukowego w reżyserii i według scenariusza Larsa von Triera, zrealizowany w roku 2011.

## Filmografia

### Filmy fabularne
- 2024: Civil War jako Lee
- 2021: Psie pazury[4] (The Power of the Dog) jako Rose
- 2017: Na pokuszenie (The Beguiled) jako Edwina Dabney
- 2017: Woodshock[5] jako Theresa
- 2016: Nocny uciekinier (Midnight Special) jako Sarah
- 2016: Ukryte działania (Hidden Figures) jako Vivian Michael
- 2014: Rozgrywka (The Two Faces of January) jako Colette MacFarland
- 2013: Legenda telewizji 2: Kontynuacja[6] (Anchorman 2: The Legend Continues) jako służąca z chmur
- 2013: Charm jako dziewczyna w windzie
- 2013: Bling Ring (The Bling Ring) jako ona sama
- 2012: Wieczór panieński (Bachelorette) jako Regan Crawford
- 2012: Odwróceni zakochani (Upside Down) jako Eden
- 2012: W drodze (On the Road) jako Camille / Carolyn Cassady
- 2011: Melancholia jako Justine
- 2011: Fight for Your Right Revisited[7] jako Metalówa
- 2010: Wszystko, co dobre (All Good Things) jako Katie Marks
- 2010: The Second Bakery Attack jako Nat
- 2008: Jak stracić przyjaciół i zrazić do siebie ludzi (How to Lose Friends & Alienate People) jako Alison Olsen
- 2007: Spider-Man 3 jako Mary Jane Watson
- 2006: Maria Antonina (Marie Antoinette) jako Maria Antonina
- 2005: Elizabethtown jako Claire Colburn
- 2004: Wimbledon jako Lizzie Bradbury
- 2004: Spider-Man 2[8] jako Mary Jane Watson
- 2004: Zakochany bez pamięci[9] (Eternal Sunshine of the Spotless Mind) jako Mary
- 2003: Uśmiech Mony Lizy (Mona Lisa Smile) jako Elizabeth ‘Betty’ Warren
- 2003: Kaena: Zagłada światów (Kaena: La prophétie) jako Kaena (głos)
- 2003: Skazany na wolność (Levity) jako Sofia Mellinger
- 2003: The Death and Life of Nancy Eaton
- 2002: Spider-Man[10] jako Mary Jane Watson
- 2001: Sztuka rozstania[11] (Get Over It) jako Kelly Woods
- 2001: Piękna i szalona (Crazy/Beautiful) jako Nicole Oakley
- 2001: Zakazana namiętność (The Cat’s Meow) jako Marion Davies
- 2001: Modlitwa kochanka (All Forgotten) jako Zinaida
- 2000: Dziewczyny z drużyny (Bring It On) jako Torrance Shipman
- 2000: Kruk 3: Zbawienie (The Crow: Salvation) jako Erin Randall
- 2000: W głębi (Deeply) jako Silly
- 2000: Luckytown jako Lidda Doyles
- 1999: Przekleństwa niewinności[12] (The Virgin Suicides) jako Lux Lisbon
- 1999: Arytmetyka diabła (The Devil’s Arithmetic) jako Hannah Stern
- 1999: Dick jako Betsy Jobs
- 1999: Zabójcza piękność (Drop Dead Gorgeous) jako Amber Atkins
- 1998: The Animated Adventures of Tom Sawyer jako Becky Thatcher (głos)
- 1998: Mali żołnierze (Small Soldiers) jako Christy Fimple
- 1998: Córy amerykańskich Ravioli (Strike!) jako Verena von Stefan
- 1998: Nieletnia matka (Fifteen and Pregnant) jako Tina Spangler
- 1997: Prawdziwe serce (True Heart) jako Bonnie
- 1997: Fakty i akty[13] (Wag the Dog) jako Tracy Lime
- 1997: Anastazja[14] (Anastasia) jako mała Anastazja (głos)
- 1997: Straszny hotel (Tower of Terror) jako Anna Petterson
- 1996: Matka noc (Mother Night) jako młoda Resi Noth
- 1996: Oblężenie Ruby Ridge (The Siege at Ruby Ridge) jako Sara Weaver
- 1995: Jumanji[15] jako Judy Shepherd
- 1994: Małe kobietki[16] (Little Women) jako młoda Amy March
- 1994: Wywiad z wampirem[17] (Interview with the Vampire: The Vampire Chronicles) jako Claudia
- 1994: Sknerus (Greedy) jako Jolene
- 1993: Darkness Before Dawn jako Sandra Guard (8 lat)
- 1991: Piekielny dzień (High Strung) jako mała dziewczynka
- 1990: Fajerwerki próżności (The Bonfire of the Vanities) jako Campbell McCoy
- 1989: Podniebna poczta Kiki (Majo no takkyûbin) jako Kiki (głos)
- 1989: Nowojorskie opowieści (New York Stories) jako córka Lisy (nowela Oedipus Wrecks; niewymieniona w czołówce)

### Reżyseria
- 2021: Szklany klosz (The Bell Jar)
- 2010: Bastard
- 2007: Welcome

### Scenarzystka
- 2021: Szklany klosz (The Bell Jar)
- 2010: Bastard
- 2007: Welcome

### Producentka
- 2021: Szklany klosz (The Bell Jar)
- 2017: Woodshock
- 2010: Bastard